# Gerschom (Sohn des Mose)
Gerschom (hebräisch גֵּרְשֹׁם, auch: Gershom oder Gersom) ist in der Hebräischen Bibel der älteste Sohn des Mose.

## Etymologie
Die erste Silbe des hebräischen Namens גֵּרְשֹׁם Gerschom (in 1 Chr 23,16  גֵרְשֹׁום) גֵּר ger hat die Bedeutung „Fremder“ und bezeichnet dabei genauer denjenigen, der sich in einem Land zeitweilig als Schutzbefohlener aufhält. Daran anklingend wird der Name gedeutet in Ex 2,22  (als Worte der Zippora): „Gast bin ich in fremdem Land.“ Die gleiche Deutung erscheint in 18,3  (als Worte des Mose).
In der Septuaginta lautet der Name Γηρσαμ Gērsam, in der Vulgata Gersam.

## Biblischer Bericht
Gerschom ist der älteste Sohn des Mose und seiner Frau Zippora. Mose war aus Ägypten geflohen und hatte bei Jitro, dem Priester von Midian, Zuflucht gefunden. Dort hatte dieser ihm Zippora zur Frau gegeben, nachdem Mose sie und ihre Schwestern am Brunnen gegen die Hirten verteidigt und ihnen beim Wasserschöpfen geholfen hatte. Gerschom hat einen jüngeren Bruder mit Namen Eliëser. Nach der Berufung des Mose zieht dieser zusammen mit seiner ganzen Familie nach Ägypten zurück.
1 Chr 23,16  nennt Schubaël als erstgeborenen Sohn Gerschoms. Daneben berichtet Ri 18,30  von Jonatan, einem Sohn Gerschoms, der als Priester Dienst bei den Danitern verrichtete.